# Heimatmuseum Seulberg

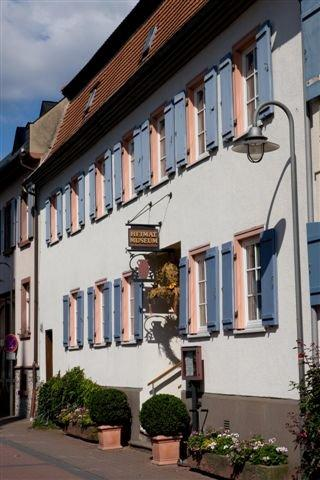
Das Heimatmuseum Seulberg

Das Heimatmuseum Seulberg befindet sich in Seulberg, dem ältesten Stadtteil von Friedrichsdorf (Taunus).

## Beschreibung
Es ist das größte Heimatmuseum im Taunus. Untergebracht im alten Schul- und Rathaus widmet es sich vor allem der Ortsgeschichte und altem Handwerk. Eine erste Sammlung entstand zur 1200-Jahr-Feier 1968. Diese legte den Grundstein für das heutige Heimatmuseum Seulberg. Im Jahr 1972 wurde das Museum eröffnet. Träger ist der 1969 gegründete Verein für Geschichte und Heimatkunde Friedrichsdorf e. V. Durch den Ausbau des Dachgeschosses und einen Anbau wurde zusätzlich Raum für weitere Ausstellungen gewonnen. Eine Erweiterung folgte für Sonderausstellungen, die inzwischen überregional bekannt sind. In den Jahren 2005/6 begann der Verein die Dauerausstellung neu zu konzipieren. Bis heute werden nach und nach Abteilungen modern umgestaltet. Neben regelmäßig durchgeführten Sonderausstellungen organisiert das Heimatmuseum jährliche Kunsthandwerkermärkte (Oster-, Aulofen- und Nikolausmärkte) und verschiedene Kinderveranstaltungen, wie Sulinchens Kindereien und Kindergeburtstage im Museum. Im vergangenen Jahr begrüßte das Heimatmuseum 10 000 Besucher.

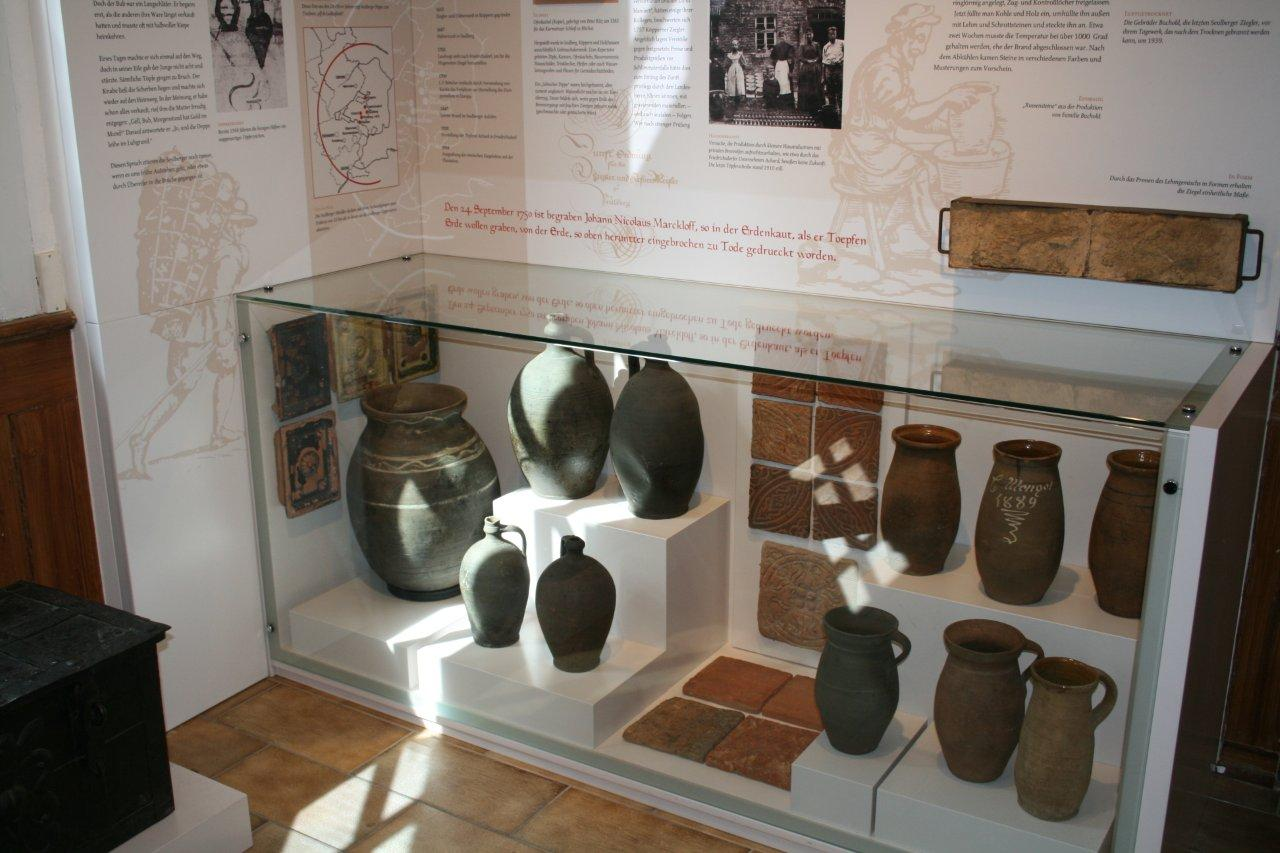
Beispiele Seulberger Dippe

Als wichtigsten Erwerbszweig im Ort widmet sich eine Abteilung dem Töpferhandwerk, wofür das Taunusdorf im 17. Jahrhundert Zentrum war. Die 16 ansässigen Meister fertigten Wasserkrüge, Ofenkacheln, Bauornamente und Pfeifen an und brannten diese im Ofen, dem Aulofen. Die sehr spezielle Brenntechnik fand keine sehr weite Verbreitung und ist vor allem auf den Raum um Seulberg begrenzt. 1847 wurde zum letzten Mal im genutzten Aulofen das Feuer geschürt. Da sich das Museum im ehemaligen Schulgebäude befindet, wurde ein altes Klassenzimmer wieder eingerichtet.
Auch andere traditionelle Handwerke werden präsentiert: Schuhmacherwerkstatt, Friseursalon und Metzgerei, Wald- und Landwirtschaft erschließen Ausstellungsgegenstände, Fotos und zum Teil auch Tondokumente. Tief in die Ortsgeschichte geht es gleich im ersten Schauraum. Ausgrabungsfunde einer villa rustica belegen das Vordringen der Römer bis in den Taunus. Ein Modell des Landgutes bietet einen Einblick in die frühe Siedlungsgeschichte des Ortes. Auch die dunklen Kapitel Seulbergs Geschichte, wie der Dreißigjährige Krieg und die Hexenverfolgung, werden nicht ausgelassen. Denn zwischen 1652 und 54 lösten Kinder eine wahre Hexenjagd aus, an deren Ende 32 Männer, Frauen und Kinder verbrannt wurden.

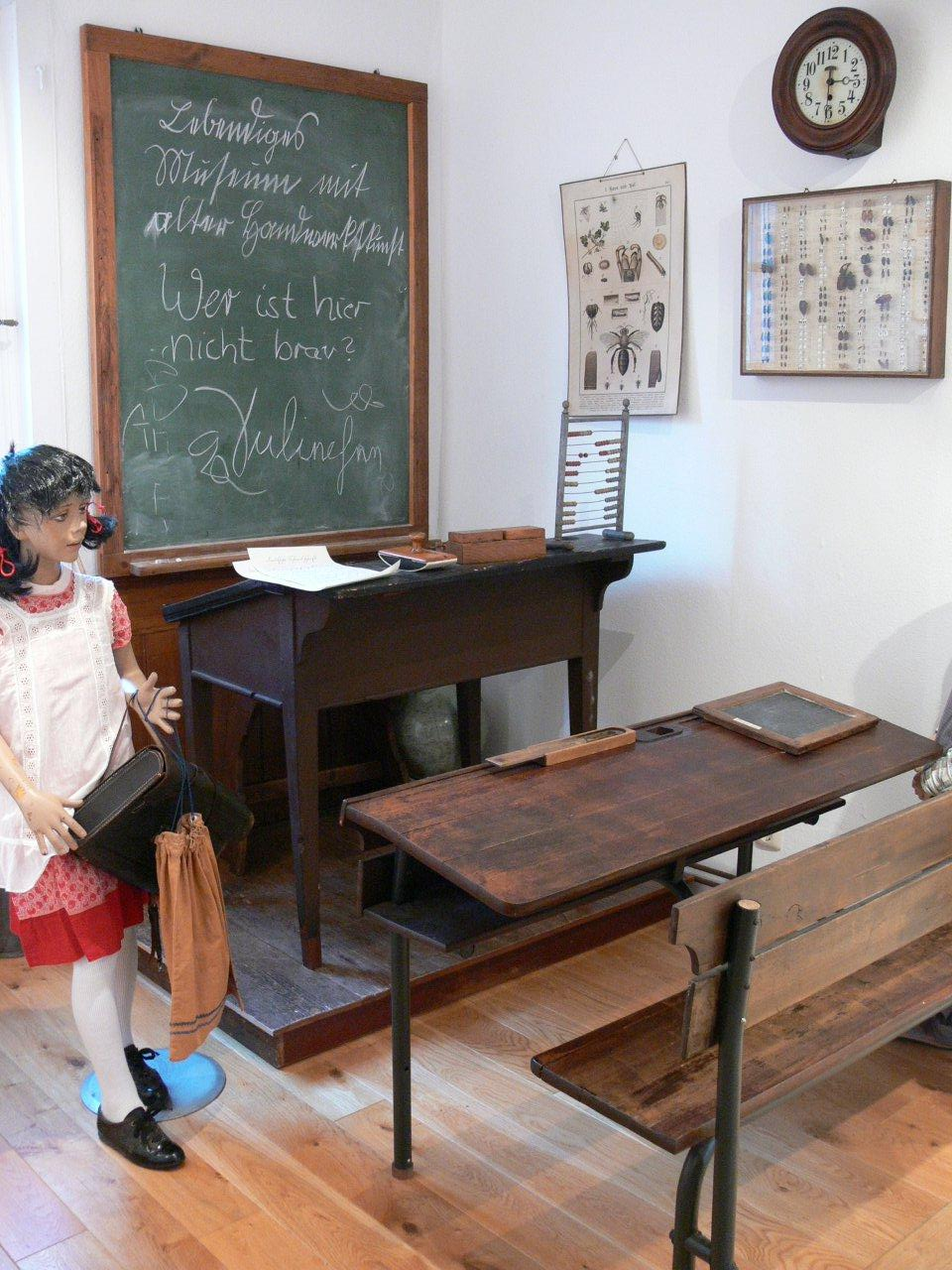
Der Nachbau eines alten Klassenzimmers

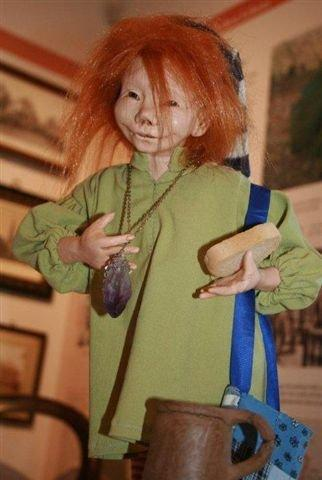
Der Museumskobold Sulinchen

Das Maskottchen des Museums ist der Kobold Sulinchen. Zunächst als Sympathieträger des Museums gedacht, entwickelte Erika Dittrich als 1. Vorsitzende des Vereins für Geschichte und Heimatkunde Friedrichsdorf e. V. die Figur, die inzwischen eine große Anhängerschaft gefunden hat. Nach ersten Entwürfen setzte Reinhild Massey den Kobold zeichnerisch um. Zudem wurden von Uschi Flacke und Erika Dittrich eigens für Kinder in den Abteilungen Audiostationen geschrieben und eingesprochen und als inzwischen auch auf CD erhältliches Hörspiel Sulinchen, der Museumskobold von Gunter Gräfe aufgenommen und vertont. Der Ursprung des Koboldnamens liegt in einer alten Bezeichnung für Seulberg als „Suleburc“.

## Ausstellungen
- 2011: Kelten, Seeigel, Gletscherflöhe. Edouard Desor.[3]